# 莱纳塔尔
莱纳塔尔（德語：Leinatal，發音：[ˈlaɪnaˌtaːl]，意为“莱纳河谷”）是德国图林根州哥达县曾经的一个市镇，面积36.02平方千米，2017年12月31日人口为3,582人。2019年12月31日，莱纳塔尔与另外2个市镇并入市镇格奥尔根塔尔。